# Hợp đồng tương lai
Trong lĩnh vực tài chính, hợp đồng tương lai (futures contract) là một hợp đồng chuẩn hóa giữa hai bên nhằm trao đổi một tài sản cụ thể có chất lượng và khối lượng chuẩn hóa với giá thỏa thuận hôm nay (gọi là giá tương lai (futures price) hay giá xuất phát) nhưng lại giao hàng vào một thời điểm cụ thể trong tương lai (ngày giao hàng). Các hợp đồng này được giao dịch thông qua sàn giao dịch tương lai (futures exchange). Một bên đồng ý mua tài sản cơ sở trong tương lai, hay "bên mua" trong hợp đồng, gọi là "trường vị" (long), còn một bên đồng ý bán trong tương lai, hay "bên bán" trong hợp đồng, gọi là "đoản vị" (short). Thuật ngữ trên phản ánh kỳ vọng của các bên - người bán hy vọng giá hàng hóa sẽ giảm, còn người mua hy vọng giá hàng hóa sẽ tăng. Lưu ý rằng tự bản thân hợp đồng không tốn phí khi ký kết; thuật ngữ mua/bán chỉ là công cụ ngôn ngữ thuận tiện để phản ánh vị thế của các bên (trường vị hoặc đoản vị).
Trong nhiều trường hợp, tài sản cơ sở trong hợp đồng tương lai có thể hoàn toàn không phải là "hàng hóa" truyền thống - nghĩa là, đối với hợp đồng tài chính tương lai, tài sản hoặc mặt hàng cơ sở có thể là các loại tiền tệ, chứng khoán hay công cụ tài chính và tài sản vô hình hoặc các khoản mục tham chiếu như chỉ số chứng khoán và lãi suất.
Trong khi hợp đồng tương lai nói đến việc mua bán trong tương lai thì mục đích của sở giao dịch tương lai là giảm thiểu rủi ro phá vỡ hợp đồng giữa hai bên. Do đó, việc mua bán đòi hỏi cả hai bên đặt cọc một khoản tiền ban đầu, gọi là tiền ký quỹ (hay "biên", margin). Ngoài ra, thông thường do giá tương lai thay đổi hàng ngày nên mức chênh lệch giữa giá đã ấn định trước và giá tương lai mỗi ngày cũng được tính toán lại mỗi ngày. Trung tâm giao dịch sẽ rút tiền trong tài khoản ký quỹ của một bên và chuyển vào tài khoản của bên kia, sao cho mỗi bên sẽ nhận được khoản lãi hay lỗ thích hợp mỗi ngày. Nếu tài khoản ký quỹ xuống thấp hơn một giá trị nào đó thì người ta sẽ yêu cầu thêm khoản ký quỹ (gọi là "gọi vốn biên") và chủ sở hữu sẽ phải bổ sung thêm tiền vào tài khoản này. Quy trình này gọi là neo giá thị trường (marking to the market). Do đó, vào ngày giao hàng, số tiền mua bán không phải theo giá ghi trong hợp đồng mà là giá trị giao ngay (do mọi khoản lãi và lỗ trước đó đã được thanh quyết toán thông qua quá trình neo giá thị trường).
Một dạng hợp đồng gần gũi với hợp đồng tương lai là hợp đồng kỳ hạn. Hợp đồng kỳ hạn giống như hợp đồng tương lai ở chỗ trong đó nêu rõ cuộc mua bán hàng hóa với mức giá cụ thể tại một thời điểm cụ thể trong tương lai. Tuy nhiên, hợp đồng kỳ hạn không giao dịch thông qua một sàn giao dịch nên không nhất thiết phải tạm thời thanh toán từng phần thông qua neo giá thị trường. Hợp đồng cũng không cần chuẩn hóa như trên sàn giao dịch nhưng phải rõ hai đối tác mua bán trong khi hợp đồng tương lai được giao dịch thông qua sở giao dịch nên bên bán không nhất thiết cần phải biết bên mua là ai và ngược lại.
Không giống như hợp đồng quyền chọn, cả hai bên trong hợp đồng tương lai đều phải thực hiện hợp đồng vào ngày giao hàng. Người bán giao hàng hóa hữu quan cho người mua, hoặc nếu đó là một hợp đồng tương lai thanh toán bằng tiền thì tiền sẽ được chuyển từ thương nhân chịu lỗ đến thương nhân có lãi. Để thoát khỏi giao kết trước ngày thanh toán, người giữ một vị thế tương lai có thể kết thúc các nghĩa vụ hợp đồng của mình bằng cách nắm lấy vị thế ngược lại trong một hợp đồng tương lai khác đối với cùng tài sản đó vào cùng một ngày thanh toán. Chênh lệch trong các mức giá tương lai khi đó là lãi hay lỗ.